# Chaim Potok
Chaim Potok (17 de febrero de 1929 - 23 de julio de 2002) fue un escritor y rabino judío estadounidense.

## Biografía
Herman Harold Potok nació en el Bronx, hijo de Benjamin Max (f. 1958) y Mollie (Friedman) Potok (f. 1985), ambos judíos inmigrantes de Polonia. Recibió una educación judía ortodoxa. Luego de leer de adolescente el  libro Retorno a Brideshead de Evelyn Waugh  tomó la decisión de convertirse en escritor. 
En 1950 Potok se graduó de la Universidad Yeshiva con un bachillerato en artes summa cum laude en literatura inglesa. Posteriormente recibió una maestría en literatura hebrea y finalmente se ordenó rabino en el Seminario Teológico Judío de América. Luego se enroló en el ejército de Estados Unidos como capellán, sirviendo en Corea del Sur entre 1955 y 1957. Describió a esta época como una experiencia transformadora. Convencido de que el pueblo judío era central en la historia y en los planes de Dios, tuvo la experiencia de una región donde casi no había judíos y tampoco antisemitismo, pero cuyos creyentes oraban con el mismo fervor que había visto en las sinagogas ortodoxas en Estados Unidos.
El 8 de junio de 1958 Potok contrajo matrimonio con Adena Sara Mosevitzsky, una psiquiatra especializada en trabajo social, que había conocido en 1952 en Camp Ramahen las montañas Pocono.Tuvieron tres hijos: Rena, Naama, y Akiva.
De 1964 a 1975 Potok editó «Judaísmo conservador» y también entre 1965 y 1974 actuó como editor de la Sociedad de publicaciones judías. En 1965 fue galardonado con el doctorado de filosofía de la Universidad de Pensilvania.
Además de su trabajo en los campos de la teología, la historia y la literatura, fue también pintor. 
Potok murió a causa de un cáncer cerebral en Merion Station, Pennsylvania el 23 de julio de 2002.

## Obra
Su primera novela, The Chosen, la escribió mientras vivía con su familia en Jerusalén. La novela, que se convirtió en superventas, narra la historia de dos muchachos, Reuven Malter, un ortodoxo judío moderno y Danny Saunders, el inteligente hijo menor de un rabino jasídico, que se hicieron amigos. El padre, Reb Saunders, espera que su hijo lo suceda como rabino a la cabeza de su secta jasídica, pero Danny desea estudiar sicología, un área secular de conocimientos.
El libro fue llevado al cine 1981, ganando los premios máximos en el Festival Internacional de Cine de Montreal. Potok hizo un cameo interpretando a un profesor. La película estuvo protagonizada por Rod Steiger, Maximilian Schell y Robby Benson, y fue posteriormente adaptada para teatro por Aaron Posner, en colaboración con Potok, con estreno en la Arden Theatre Company de Filadelfia en 1999.

### Obras publicadas
- Ética judía, 1964-69, 14 volúmenes.
- The Chosen, 1967
- La Promesa, 1969
- Mi nombre es Asher Lev, 1972
- En el comienzo, 1975
- El judío enfrentado a sí mismo en la literatura americana, 1975
- Maravillas: Historia de los judíos de Chaim Potok, 1978
- El libro de las luces, 1981
- El arpa de Davita, 1985
- Theo Tobiasse, 1986
- El regalo de Asher Lev, 1990
- Yo soy la arcilla, 1992
- El árbol de aquí, 1993
- El cielo actual, 1994
- Las puertas de noviembre, 1996
- Zebra y otras historias, 1998
- Isaac Stern: mis primeros 79 años (con Isaac Stern), 1999
- Anciano en la medianoche, 2001
- Conversaciones con Chaim Potok (editado por Daniel Walden), 2001

### Ediciones en español
- Los elegidos. Encuentro Ediciones. 2009. ISBN 978-84-01-30381-4.
- La promesa. Encuentro Ediciones. 2001. ISBN 978-84-7490-627-1.
- Mi nombre es Asher Lev. Encuentro Ediciones. 2008. ISBN 9788474908848.